# Vertigo moulinsiana
Vertigo moulinsiana es una especie de caracol terrestre de la familia Vertiginidae. Esta especie fue nombrada en honor al naturalista francés de principios del siglo XIX Charles des Moulins.

## Hábitat.
Habita en humedales calcáreos, donde hay juncos altos, como Cladium mariscus, Glyceria maxima o el junco Phragmites australis.

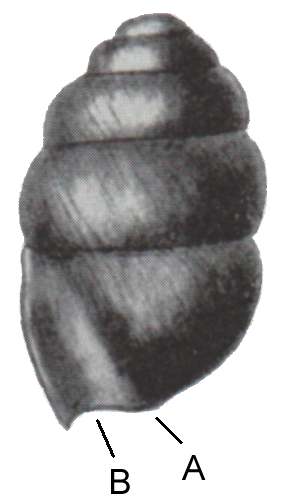
Lateral de la concha de Vertigo moulinsiana

## Distribución
La distribución de esta especie es atlántica (la parte del área paleártica que está bajo la influencia climática directa del Océano Atlántico), y del sur de Europa.
Este pequeño caracol se encuentra en toda Europa hasta el sur de Suecia.
Dentro de Europa occidental, sólo se consideran viables las poblaciones de Inglaterra (Gran Bretaña) e Irlanda, aunque existen otras poblaciones en la República Checa (en peligro crítico, que ocupa la Reserva de la Biosfera de los Cárpatos Blancos), en Polonia (en peligro crítico) y en otras partes de Europa (por ejemplo: Países Bajos, Francia). Su estado de conservación en la República Checa en 2004-2006 se describió como favorable (FV) en el informe para la Comisión Europea de conformidad con la Directiva sobre hábitats. Su estado de conservación en España está en peligro y sólo se da en localidades cerca de las lagunas de Estaña (Aragón) y cerca del lago de Bañolas (Gerona).
También se encuentra en Bélgica, Suiza, Italia, Alemania, Austria, Eslovaquia, Hungría, Rumanía, Dinamarca, Noruega, Finlandia, Letonia, Lituania, Estonia, Bielorrusia, Ucrania, Volinia (en peligro crítico), Crimea (extinto desde 2014), Rusia, Georgia y Azerbaiyán. Su distribución también incluye Argelia y Marruecos, pero posiblemente se haya extinguido en Argelia.
Esta especie se menciona en el Anexo II de la Directiva de Hábitats de la Unión Europea.

### Estado de conservación en el Reino Unido.
En el Reino Unido, este caracol figura en la lista de especies en peligro de extinción, aunque está presente en varias zonas de una banda que va de Norfolk a Dorset, con poblaciones periféricas en Kent y en la península de Llŷn en el norte de Gales, y probablemente no se haya notificado en el pasado debido a su diminuto tamaño. Su presencia en el lugar de la proyectada carretera de circunvalación de Newbury hizo que se aplazara la construcción de esa carretera; las obras de construcción pudieron seguir adelante una vez que los caracoles se trasladaron a un nuevo hábitat cercano. Se informa de que desde entonces se ha extinguido en el nuevo sitio, pero en el mismo informe se afirma que "el caracol de Desmoulin se considera ahora menos escaso que hace 10 años".

## Descripción
La concha es dextral, minúscula, ovalada, ventricular, obtusa en el ápice, lisa, subperforada. La abertura es semiovada, de cuatro dientes, con un diente en la pared parietal, otro en la columela, y dos palatales, el inferior más largo. La concha tiene cuatro verticilos, separados por una sutura distintiva, la última doblemente más grande que todas las demás juntas. Es bastante sólida, brillante, subpelúcida y de un color fulminante uniforme.
La concha de esta especie alcanza unos 3 mm de longitud. La cáscara es amarillenta o marrón y translúcida.
|  |  |

## Estampas
El Deutsche Post presentó a V. moulinsiana en una edición de 2002. 0,51 euros sello de correos como parte de una serie sobre especies en peligro de animales.